# 特別二等車
特別二等車 (とくべつにとうしゃ) とは、主に1950年代の一時期 (1950年4月11日 -1960年6月30日)、日本国有鉄道 (国鉄) が当時の2等客車の区分内において、特別設備の車両を指して呼称した用語である。
1950年 (昭和25年)、日本で初めて自在腰掛 (リクライニングシート) を備えた客車が2等車扱いで製造されたが、これが従来の2等車と設備の格差がありすぎたため、従来の2等車と区別する意味で付けられた名称である。この特別2等車には、特別の料金体系が制定され (特別2等車料金)、1958年 (昭和33年) までこの料金制度が継続された。
一部の国鉄関係者の間では、「特別」という部分と2等車の略称である「ロ」を組み合わせた「特ロ (とくろ)」・「特2 (とくに)」とも呼称した。それに対して、在来のボックス型や転換式座席の2等車は、「並ロ (なみろ)」・「並2 (なみに)」と称された。
「特ロ」車は在来2等車に比して格段に居住性を改善したため好評を得、やがてリクライニングシートは急行列車以上の2等車の標準設備となった。

## 概要
1950年 (昭和25年)、国鉄は連合軍総司令部民間運輸局 (Civil Transportation Section/CTS) の指令により、リクライニングシートを装備した優等車両「スロ60形」を製作した。アメリカでいう「コーチ」車に相当するものである。日本の鉄道における在来客車の車内設備は居住性に難があると判断したCTS側の意向で特に製作されたもので、緊急製作の都合上、木造客車の鋼体化改造に伴う資材を流用して製造された。計画当初はマイテ39の1人用リクライニングシートを2人用に設計変更して1等車として運用する予定であったが、米国のものを取り付け2等車とするようCTSの勧告が入った。「在来車に比し設備水準が高すぎる」という理由により1等車扱いを希望したが、CTSは2等車扱いとするように強く命令した。このため、在来2等車と区別する目的で、一般の2等乗車券以外に追加料金を徴収する「特別2等車」としたものである。従って当初計画されていた1等車相当の形式名「スイ60形」を2等車扱いの「スロ60形」に変更した。
この特別2等車は、特別急行列車ないしは急行列車に連結され、特別急行列車の2等車は特別2等車のみ、急行列車は1958年まで特別2等車の車両数が不足していたため、座席指定席となる特別2等車と自由席である従来型の2等車 (並ロ) がともに連結されるのが原則であった。
なお、特別2等車料金制度下における乗車時には、特別急行列車の場合は2等乗車券・2等特急券 (3等の倍額) のみで利用できたが、急行列車の場合は2等乗車券・2等急行券に加えて特別2等車料金を必要とした。
特別2等車の増備によって、1958年 (昭和33年) 10月1日以降、急行以上の2等車はすべて特別2等車を連結することになった。その中で指定席・自由席が設けられ、急行列車の2等車に座席指定制度が適用されることとなり、旅客輸送規則上、特別2等車料金が消滅し、これ以降は特別2等車の呼称は営業上は使用されなくなった。また、2年後の1960年 (昭和35年) 6月1日より151系電車のクロ151形が営業開始したが、同形式は特別2等車を凌ぐ設備となったものの、すでに特別2等車の料金制度が廃止されていたため、それに代わる特別車両料金制度を同形式に乗車する場合に限り適用することとなった。これにより特別2等車が形態を変えて事実上復活した。
旧並2の従来型の2等車同様、1960年 (昭和35年) 7月1日の2等級制移行で「1等車」となった。その後、旧並2の1等車は順次2等車に格下げされていったが、旧特2の1等車は格下げされず (一部を除く)、1969年 (昭和44年) 5月10日のモノクラス制移行により特別車両「グリーン車」となった。この時、クロ151形を改造したクロハ181形の区分室に設定されていた特別車両料金制度は廃止された。

## 運用の拡大と特別二等車料金

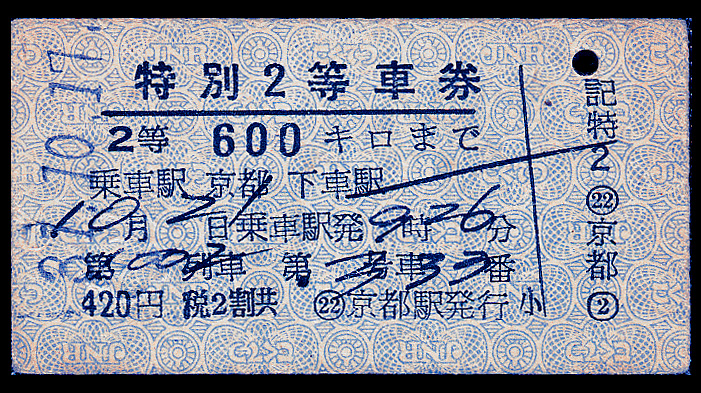
特別2等車券

特別2等車の第一号、スロ60 9は1950年 (昭和25年) 3月に落成した。同年4月1日から特別2等車を特急「つばめ」に連結し運用を開始するようCTSは要求していたが、車両の落成が遅れたため4月1日までには必要な両数が揃わず、同月11日の「つばめ」上下列車から特別2等車の運用が開始された。また、特急「はと」の運行が1950年5月から開始されたが、運行開始までに必要な数の特別2等車が揃わなかったことから「はと」には同年6月まで従来の設備を持った2等車が連結され、車両の落成を待って6月から特別2等車に振り替えられた。
この時点では特別2等車 = 特別急行列車のみに連結される豪華な2等車という扱いであり、従来の2等車との設備の格差は問題にならなかったが、急行列車への特別2等車の連結が開始されると従来の2等車との格差を埋めるため特別2等車の利用に当たっては追加料金を徴収することになった。ただし、「特別2等車はあくまで2等車の一部である」という立場から当初、従来の2等席を自由席、特別2等席を指定席とした上で追加料金は座席指定料という形で徴収された。当時は座席指定料の上限を100円とする規則が存在したため、大きく向上したサービス水準に比べ追加料金は少額にとどまり、特別2等車は大好評をもって迎えられることになった。
特別2等車に乗車するためには特別2等車券が必要で、この切符は座席指定券を兼ねてはいたが、距離により金額が定められていた。そして、同様に乗車日の7日前から発売された。
1954年当時の料金は以下のとおり。なお当時は1, 2等車には通行税が賦課されていたので、この料金には通行税2割を含んでいる。
| 距離                   | 金額 (単位：円) |
| ---------------------- | --------------- |
| 300キロまで            | 300             |
| 600キロまで            | 420             |
| 900キロまで            | 540             |
| 1200キロまで           | 600             |
| 1201キロ以上           | 720             |
| 宇高連絡船 特別2等船室 | 60              |

## 特別二等車 客車形式一覧
| 形式   | 同時期の三等車による分類 | 製作方式           | 製作年度  | 製造 両数 | 定員  | 座席中心 間隔 | 特徴 |
| ------ | ------------------------ | ------------------ | --------- | --------- | ----- | --- | --- |
| 形式   | 同時期の三等車による分類 | 単位               | 年        | 両        | 人    | mm | 特徴 |
| スロ60 | 60系                     | 木造車鋼体化改造車 | 1950      | 30        | 44    | 1,250 | 木造車の鋼体化改造により製作された。当初1等車として計画されたため、冷房搭載準備車だが冷房化されず。欧米人の乗車を想定し座席間隔が広い。 |
| スロ50 | 60系                     | 木造車鋼体化改造車 | 1950      | 10        | 48    | 1,100 | 鋼体化改造車だが、予算の関係で新造車扱いとなった。落成時はスロ61。定員確保のためスロ60より座席間隔を詰めた。                            |
| スロ51 | スハ43系 (44系)          |                    | 1950      | 60        | 52    | 1,100 | 初の新造特ロ。冷房の設置を前提とした設計を行わず、その分客室が広くなり定員が増加した。                                                  |
| スロ52 | スハ43系 (44系)          | 1951 -             | 18        | 52        | 1,100 | 窓を二重にするなど、スロ51を北海道向けに改造した形式。 | |
| スロ53 | スハ43系 (44系)          | 1951               | 30        | 48        | 1,160 | スロ50・51・52を運用したところ、座席間隔がやや狭いと判断されたことから、座席間隔を再拡大した改良増備車。1,160mmの座席間隔は以後、2000年代に新造された標準的な特急用グリーン車にまで踏襲されている。後年に至るまでの優等列車用座席車の基本様式を確立した形式である。                                                                       | |
| スロ54 | スハ43系 (44系)          | 1952 - 55          | 47        | 48        | 1,160 | スロ53の近代化形で、基本構造を踏襲したが室内灯に蛍光灯を採用。1960年代中期以降分散式ユニットクーラーで冷房改造・TR23形台車化等の改造を受けつつ、1983年まで営業運転された。スロ54は2両 (26・29) が先行試作冷房改造のため、従来の屋上冷房車とは異なり床下冷房車で、改造当初はマロ55だったが、後にTR23形台車に振替えたためにスロ54に戻った。 | |
| ナロ10 | 10系                     | 軽量車体           | 1957 - 58 | 33        | 48    | 1,160 | 特急「つばめ」・「はと」に使用され、後年冷房改造の上、オロ11に改称。                                                                    |

- 軽量客車のナロ10 (軽量台車装備) を除く各車は、ばね定数を落とした鋳鋼ウイングばね台車TR40Bを当初から装備し、重量は嵩んでも乗り心地を良くしていた。また、スロ53形以降には防振ゴムを追加した。
- 1960年代以降、スロ53以前の旧特別2等車は余剰化に伴って荷物車、通勤用客車に転用改造された例が多い。

### 特別二等車と同じ頃の三等車の価格対照
| 特別2等車 | 特別2等車 | 特別2等車 | 三等車        | 三等車 |
| 年度      | 形式      | 価格      | 形式          | 価格   |
| --------- | --------- | --------- | ------------- | ------ |
| 1950年    | スロ60    | 568       | オハ60 (鋼改) | 197    |
| 1950年    | スロ50    | 617       | スハ42        | 430    |
| 1950年    | スロ51    | 624       | スハ42        | 430    |
| 1951年    | スロ53    | 1173      | スハ43        | 841    |
| 1952年    | スロ54    | 1366      | スハ43        | 934    |

- 1950年と1951年以降で金額が大きく変動しているが、当時の日本経済は激しいインフレーション状態にあり、1950年に勃発した朝鮮戦争でさらにインフレが増進していたことによる。また、鋼体化三等車は一般に、完全新製三等車の50-55%程度の費用で製作できたとされ、オハ60とスハ42の価格差も概ねこれを裏付けている。